# Discocalyx mezii
Discocalyx mezii är en viveväxtart som beskrevs av Hosokawa. Discocalyx mezii ingår i släktet Discocalyx och familjen viveväxter. Inga underarter finns listade i Catalogue of Life.